# Neostrengeria
Neostrengeria is een geslacht van kreeftachtigen uit de klasse van de Malacostraca (hogere kreeftachtigen).

## Soorten
- Neostrengeria alexae M. R. Campos, 2010
- Neostrengeria appressa M. R. Campos, 1992
- Neostrengeria aspera M. R. Campos, 1992
- Neostrengeria bataensis M. R. Campos & Pedraza, 2008
- Neostrengeria binderi M. R. Campos, 2000
- Neostrengeria botti Rodríguez & Türkay, 1978
- Neostrengeria boyacensis Rodríguez, 1980
- Neostrengeria celioi M. R. Campos & Pedraza, 2008
- Neostrengeria charalensis M. R. Campos & Rodríguez, 1985
- Neostrengeria fernandezi M. R. Campos, 2017
- Neostrengeria gilberti M. R. Campos, 1992
- Neostrengeria guenteri (Pretzmann, 1965)
- Neostrengeria lasallei Rodríguez, 1980
- Neostrengeria lassoi M. R. Campos, 2017
- Neostrengeria lemaitrei M. R. Campos, 2004
- Neostrengeria libradensis Rodríguez, 1980
- Neostrengeria lindigiana (Rathbun, 1897)
- Neostrengeria lobulata M. R. Campos, 1992
- Neostrengeria macarenae M. R. Campos, 1992
- Neostrengeria macropa (H. Milne Edwards, 1853)
- Neostrengeria monterrodendoensis (Bott, 1967)
- Neostrengeria natashae M. R. Campos, 2011
- Neostrengeria niceforoi (Schmitt, 1969)
- Neostrengeria perijaensis M. R. Campos & Lemaitre, 1998
- Neostrengeria sketi Rodríguez, 1985
- Neostrengeria tencalanensis M. R. Campos, 1992
- Neostrengeria tonensis M. R. Campos, 1992